# Kamila Polak
Kamila Polak (* 4. Dezember 1978 in Prag als Kamila Davidová) ist eine österreichische Triathletin und Staatsmeisterin auf der Triathlon-Langdistanz (2015, 2017). Sie wird in der Bestenliste österreichischer Triathletinnen auf der Ironman-Distanz geführt.

## Werdegang
Kamila Polak wurde in Tschechien geboren. Sie betrieb bis 2004 Flossenschwimmen als Leistungssport und wechselte als 26-Jährige 2005 zum Triathlon. Ihr Spitzname ist „Milli“. 2009 startete sie im April in Südafrika erstmals auf der Ironman-Distanz (3,86 km Schwimmen, 180,2 km Radfahren und 42,195 km Laufen) und erreichte den 13. Rang.
2010 legte sie eine Babypause ein.
Bei der Ironman 70.3-WM belegte sie 2012 in Las Vegas den vierten Rang in der Altersklasse F30-34. 2013 gründete sie ihr Unternehmen milliSPORTS e.U. und startet für den Verein „Team milliSPORTS“. Im selben Jahr legte sie eine zweite Babypause ein.
2020 gründete Kamila Polak mit ihrem Team den Triathlon- & Jugendverein Team milliSPORTS in Wien.

### Triathlonprofi 2014–2018
Seit 2014 startete Kamila Polak als Triathlon-Profi. Im September 2014 wurde die zweifache Mutter Fünfte bei der Erstaustragung des Ironman Mallorca. Im Juli 2015 wurde sie Vizestaatsmeisterin auf der Mitteldistanz (1,9 km Schwimmen, 88,5 km Radfahren und 21,1 km Laufen) beim Trumer Triathlon.
Es folgten weitere Top-Ten-Plätze bei Großveranstaltungen wie Ironman 70.3 Budapest 4. Platz, Ironman 70.3. Luxemburg 7. Platz.
Ironman Austria 2017 6. Platz, etc.

### Staatsmeisterin Triathlon-Langdistanz 2015 und 2017
Im August 2015 wurde sie in Podersdorf mit der Zeit von 9:09:47 h Staatsmeisterin auf der Langdistanz.
Die 38-Jährige wurde im August 2017 Zweite beim Waldviertler Eisenmann Triathlon (WEM) und im September holte sie sich mit dem Sieg beim Austria-Triathlon auch ihren zweiten Staatsmeistertitel auf der Langdistanz. Beim Ironman Austria 2018 beendete sie ihre Profikarriere.
Kamila Polak hat an der Universität Wien Sportwissenschaften studiert. Sie lebt mit ihrem Mann  und ihren beiden Kindern in Wien.

## Sportliche Erfolge
| Datum/Jahr    | Rang | Wettbewerb                                       | Austragungsort        | Zeit       | Bemerkung |
| ------------- | ---- | ------------------------------------------------ | --------------------- | ---------- | --- |
| 19. Sep. 2020 | 3    | Neufelder Triathlon                              | Neufeld an der Leitha | 01:12:38   | Sprintdistanz |
| 4. Aug. 2019  | 3    | Traismauer Triathlon                             | Traismauer            |            | Olympische Distanz |
| 10. Juni 2018 | 2    | Waldviertler Eisenmann Triathlon                 | Litschau              |            | etwa 35 Minuten hinter Beatrice Weiß                                                                                      |
| 5. Mai 2018   | 1    | Triathlon Ober-Grafendorf                        | Ober-Grafendorf       | 02:11:35   | Siegerin auf der olympischen Distanz                                                                                      |
| 12. Aug. 2017 | 2    | Waldviertler Eisenmann Triathlon                 | Litschau              | 04:56:48   | hinter der Siegerin Romana Slavinec (2,3 km Schwimmen, 84 km Radfahren und 21 km Laufen)                                  |
| 27. Mai 2017  | 3    | ÖTRV Staatsmeisterschaft Triathlon Mitteldistanz | Linz                  |            | beim Linz-Triathlon |
| 19. Juli 2015 | 2    | ÖTRV Staatsmeisterschaft Triathlon Mitteldistanz | Obertrum              | 04:51:13,2 | Vizestaatsmeisterin beim Trumer Triathlon                                                                                 |
| 6. Juli 2015  | 7    | Ironman 70.3 Kraichgau                           | Kraichgau             | 04:45:13   | |
| Juni 2015     | 1    | Neufelder Triathlon                              | Neufeld an der Leitha |            | Siegerin auf der olympischen Distanz                                                                                      |
| 31. Aug. 2014 | 9    | Ironman 70.3 Zell am See-Kaprun                  | Zell am See           | 04:48:06   | |
| 23. Aug. 2014 | 4    | Ironman 70.3 Budapest                            | Budapest              | 04:30:48   | |
| 21. Juni 2014 | 7    | Ironman 70.3 Luxemburg                           | Remich                | 04:30:21   | |
| Juni 2014     | 1    | Neufelder Triathlon                              | Neufeld an der Leitha |            | Siegerin auf der olympischen Distanz                                                                                      |
| 25. Mai 2014  | 13   | Ironman 70.3 Austria                             | St. Pölten            | 04:42:54   | hinter der Siegerin Lisa Hütthaler                                                                                        |
| 18. Mai 2014  | 1    | Vienna City Triathlon                            | Wien                  |            | Siegerin auf der Sprintdistanz                                                                                            |
| 9. Sep. 2012  |      | Ironman 70.3 World Championships                 | Las Vegas             | 05:04:19   | 4. Rang in der Altersklasse F30-34                                                                                        |
| 26. Aug. 2012 | 4    | Ironman 70.3 Zell am See-Kaprun                  | Zell am See           | 04:26:50   | schnellste Österreicherin                                                                                                 |
| 2. Juni 2012  | 1    | Vienna City Triathlon                            | Wien                  |            | Siegerin auf der Mitteldistanz – neben Georg Swoboda bei den Männern (1,9 km Schwimmen, 90 km Radfahren und 20 km Laufen) |
| 20. Mai 2012  | 20   | Ironman 70.3 Austria                             | St. Pölten            |            | Siegerin der Altersklasse und Qualifikation für die Ironman 70.3 WM in Las Vegas                                          |

| Datum/Jahr    | Rang | Wettbewerb                                     | Austragungsort | Zeit     | Bemerkung                                                                 |
| ------------- | ---- | ---------------------------------------------- | -------------- | -------- | ------------------------------------------------------------------------- |
| 1. Juli 2018  | 34   | Ironman Austria                                | Klagenfurt     | 10:44:08 |                                                                           |
| 30. Sep. 2017 | 14   | Ironman Barcelona                              | Calella        | 09:37:59 |                                                                           |
| 2. Sep. 2017  | 1    | ÖTRV Staatsmeisterschaft Triathlon Langdistanz | Podersdorf     | 09:32:56 | beim Austria-Triathlon                                                    |
| 2. Juli 2017  | 6    | Ironman Austria                                | Klagenfurt     | 09:55:33 |                                                                           |
| 26. Sep. 2015 | 6    | Ironman Mallorca                               | Alcúdia        | 09:45:52 |                                                                           |
| 5. Sep. 2015  | 1    | ÖTRV Staatsmeisterschaft Triathlon Langdistanz | Podersdorf     | 09:09:47 | Staatsmeisterin auf der Langdistanz – als Siegerin beim Austria-Triathlon |
| 28. Juni 2015 | 7    | Ironman Austria                                | Klagenfurt     | 09:28:28 | siebenter Gesamtplatz                                                     |
| 27. Sep. 2014 | 5    | Ironman Mallorca                               | Alcúdia        | 09:44:33 | Fünfte bei der Erstaustragung auf Mallorca                                |
| 5. Apr. 2009  | 13   | Ironman South Africa                           | Port Elizabeth | 10:54:16 | zweiter Rang in der Altersklasse                                          |